# 天羽秀常
天羽 秀常 （あまは ひでつね、生没年不詳）は、平安時代後期の武士。平常澄の子。通称庄司。天羽直胤とも。

## 略歴
寿永2年（1184年）に上総広常が謀殺されると所領を没収された。その後、広常が無罪であるとわかると御家人となり、頼朝に仕えた。

## 系譜
- 父：平常澄
- 母：不詳
- 妻：不詳
  - 男子：天羽直常（次郎）